# Incinerarea în România

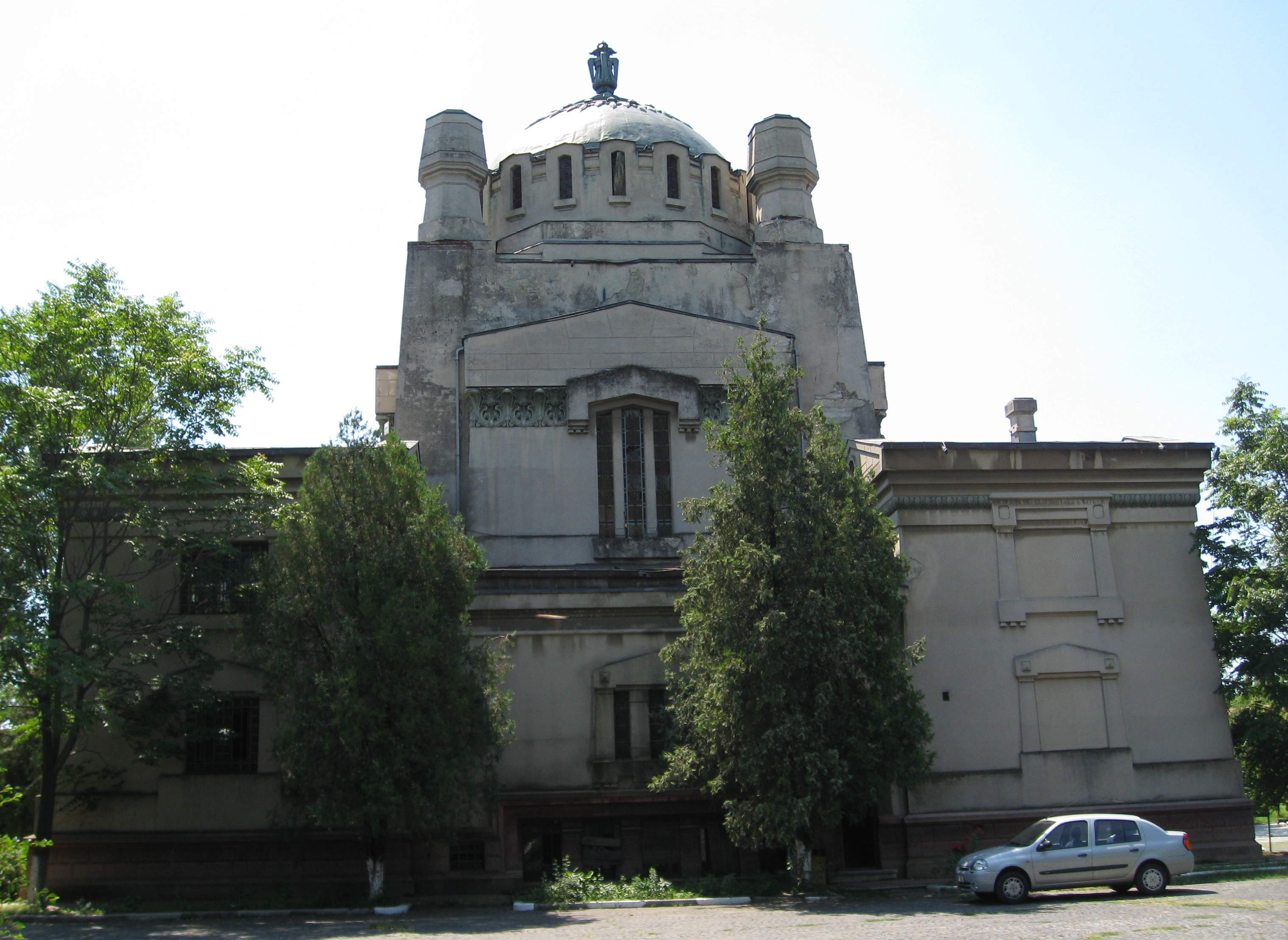
Crematoriul „Cenușa” din București,
inaugurat în 1928

Istoria incinerării în România secolului al XX-lea a început pe 7 martie 1923, când Societatea Română de Incinerare, numită Cenușa, a fost înființată. În februarie 1928, crematoriul din București, de asemenea numit Cenușa, și-a început operațiunile. Au fost incinerate 262 de cadavre în acel an, cifra ridicându-se la 602 în 1934. În 1935, 0,19% din decedații din România au fost incinerați acolo.

## Premise
În România, ideea practicării incinerărilor de cadavre umane a fost pentru prima dată promovată de către doctorul bucureștean Iacob Felix, în a doua jumătate a secolului al XIX-lea, când, în urma unor epidemii, el a propus arderea cadavrelor din motive igienice. Dar retorica cremaționistă a fost asumată în întregime de către doctorul Constantin I. Istrati, în teza sa de doctorat din 1877 dedicată cadavrelor. Constantin I. Istrati a fost pentru o perioadă și președinte al Academiei Române, murind în 1918 la Paris și fiind incinerat, după propria voință.

## Procedura de incinerare umană în prezent
Incinerarea unui corp uman reprezintă un proces de reducere a rămășițelor unei persoane la elementele fundamentale, proces realizat într-un crematoriu uman. Corpul decedatului este expus la temperaturi foarte ridicate și la foc deschis, într-un cuptor special denumit camera de incinerare.
Înainte de procesul de incinerare, trupul este pregătit conform unor reguli stricte de igienizare. Toate bijuteriile, accesoriile sau dispozitivele medicale care conțin baterii sunt îndepărtate, pentru a preveni orice risc de reacții explozive cauzate de interacțiunea acestora cu focul și temperaturile ridicate, care pot ajunge la aproximativ 1.000 de grade Celsius. 
Ulterior, corpul este plasat într-un sicriu din lemn sau într-o cutie specială din carton, ambele fiind realizate din materiale inflamabile, esențiale pentru procesul de ardere. Pentru identificare, corpul este marcat cu o brățară de identificare ce conține datele personale ale decedatului, cum ar fi numele, sexul și data nașterii.
Odată ce sicriul este introdus în camera de incinerare, procesul de ardere propriu-zis începe. La finalul incinerării, rămășițele rezultate sunt constituite dintr-o combinație de fragmente osoase și alte elemente necombustibile. Acestea sunt apoi supuse unui proces suplimentar de măcinare, transformându-se într-o cenușă fin granulată. În mod obișnuit, cantitatea finală de cenușă variază între 3 și 4 kilograme, iar aceasta este predată familiei decedatului.
Astfel, procedura de incinerare se încheie, iar familia poate dispune ulterior de cenușa rezultată conform dorințelor sau cerințelor tradiționale ori legale.

## Istorie

### Perioada interbelică
În afară de Uniunea Sovietică, România a fost singura națiune din Europa de Est care avea un crematoriu operațional înainte de al Doilea Război Mondial, deși a fost construit unul în Debrecen, Ungaria, în 1932, care însă nu a fost deschis până în 1951. În perioada interbelică, Societatea Cenușa a fost administrată privat și a construit din fonduri proprii și cu sprijinul Primăriei Capitalei crematoriul, început în 1925. Crematoriului Cenușa, având la bază un proiect al arhitectului român Duiliu Marcu, a fost inaugurat la 25 ianuarie 1928, deși construcția sa nu era finalizată și era încă ridicată doar în „roșu”.
Societatea Cenușa s-a confruntat cu o puternică opoziție din partea a Bisericii Ortodoxe Române, care prin hotărârile sinodale din 1928 și 1933 a interzis orice asistență religioasă pentru cei incinerați. În opinia prelaților ortodocși ai vremii, cum au fost Iuliu Scriban, Marin Ionescu, Dionisie Lungu, Ion Popescu Mălăieși etc., incinerarea reprezenta o practică păgână și masonă, contravenind flagrant doctrinei creștine și cultului morților, fiind de asemenea un atentat la ființa „tradițională” românească. Ceea ce este esențial în această poziție este faptul că Biserica Ortodoxă Română și-a menținut opinia care interzice incinerarea până astăzi. Din această cauză, Societatea Cenușa a suferit multe neajunsuri financiare. A fost oarecum dependentă de așa-zisele „afaceri administrative”, de exemplu, de furnizarea de părți din corpuri către instituții anatomice, care au plătit bine. Prin 1937, societatea a realizat chiar câștiguri. Aceasta a recrutat 184 de noi membri contributori în acel an, ajungând la un total de 1006. În 1934 a început publicarea unei reviste lunare de opt pagini, Flacăra Sacră, concentrându-se pe piața internă și evoluțiile internaționale din domeniu. Cu toate acestea, Societatea Cenușa nu a reușit să se alăture organizației International Cremation Federation (ICF), atunci când aceasta a fost înființată în 1938.
Al Doilea Război Mondial a adus o schimbare a stării incinerării în România. Un nou crematoriu care fusese comandat în 1938 și plătit, nu a mai fost construit înainte de izbucnirea războiului. Atunci când Bucureștiul a fost bombardat în 1944, crematoriul a suferit daune considerabile, ceea ce dus în continuare la dificultăți financiare pentru societate. Cu toate acestea, opoziția religioasă s-a atenuat oarecum, și din provincie au fost aduse cadavre în număr tot mai mare.Format:De ce În 1945 au fost 600 de incinerări, față de până la 225 în 1944.

### Perioada comunistă
Contactul stabilit între Federația Internațională ICF și Socieatea Cenușa la sfârșitul anului 1946 a fost ultimul succes realizat după o perioadă de zeci de ani, cu puțin înainte ca regimul comunist să fie instalat. În 1948, Crematoriului Cenușa a fost naționalizat, fiind trecut în proprietatea Primăriei București. Aceasta a dus la ruperea legăturilor cu Internațional Federation Cremation, ceea ce practic a însemnat sfârșitul mișcării cremaționiste din România. În ciuda caracterului ateu proclamat al regimului, în perioada comunistă nu au fost edificate alte crematorii în România.
În perioada comunistă, multe figuri proeminente ale regimului, inclusiv Gheorghe Gheorghiu-Dej, Chivu Stoica și Teohari Georgescu, Iosif Rangheț, Lothar Rădăceanu, Ana Pauker, Nicolae Goldberger, Ladislau Vass, Mihail Macavei etc. au fost incinerate, iar cenușa lor a fost plasată în Monumentul Eroilor pentru Libertatea Poporului și a Patriei, pentru Socialism din București, Parcul Carol, de unde au fost scoase după Revoluția din 1989. Internaționala a fost piesa muzicală obișnuită care se interpreta pentru ei la incinerare, deși pentru Ana Pauker și familia ei a fost preferată Simfonia a III-a a lui Beethoven⁠(en)[traduceți].
Până la sfârșitul anului 1989, problemele economice ale regimului Ceaușescu au fost cele care, de asemenea, au afectat incinerările din România; economisirea drastică a energiei a însemnat că presiunea gazelor a scăzut, fiind insuficientă pentru a permite incinerarea completă a cadavrelor. Unele grupuri anti-regim au acuzat că urnele cu cenușă care s-au dat după incinerare familiilor celor incinerați conțineau fragmente de organe, iar corpurile incinerate pe jumătate ar fi fost înhumate în gropi comune. Cu toate acestea, spuneau aceștia, cadavrele celor bogați și puternici erau reținute până exista suficientă presiune a gazelor pentru a se putea face o incinerare completă.

### Aspecte negative
De-a lungul secolului al XX-lea, incinerarea în România a fost folosită uneori în scopuri negative. Mai concret, a fost vorba despre utilizarea crematoriului de către puterea politică în scopul de a șterge urmele unor acțiuni violente asupra unor oponenți ai regimului. În acest sens pot fi enunțate două exemple și anume: arderea cadavrelor legionarilor grupului Dumitrescu, autorii asasinării primului ministru al României, Armand Călinescu, în 1939 și cel al arderii la ordinul Elenei Ceaușescu a cadavrelor unor timișoreni în decembrie 1989 (Operațiunea Trandafirul/Acțiunea Vama).

### Perioada post-decembristă

Crematoriul Vitan-Bârzești

După un avans destul de rapid luat după război, incidența incinerărilor a încetinit considerabil în România. Un al doilea crematoriu, Vitan-Bârzești (numit după un cartier al Bucureștiului unde este situat), a fost deschis în 1994, după căderea lui Ceaușescu de la putere. Cu toate acestea, în 1999, doar un număr de 1172 de incinerări au fost efectuate în România, reprezentând doar cca. 10% din decesele din București. 
În țara vecină, Bulgaria, care a deschis primul crematoriu în 2001, aproape 5% din decedații existenți la nivel național  – 5254 – au fost incinerați în anul 2002. Și în Ungaria, deși prima incinerare a avut loc doar în 1951 la crematoriul din Debrețin, actualmente sunt funcționabile 12 crematorii, ceea ce însemna o rată de incinerare de circa 36,25% din totalul decedaților la nivelul anului 2004. În comparație, în România, actualmente au loc sub 1.000 de incinerări anual, ceea ce determină ca în situația în care, de pildă, în Transilvania apar cereri pentru incinerare, acestea, datorită costurilor, să fie efectuate mai degrabă în crematoriile maghiare decât în cel de la Vitan Bârzești.
În 2002 se închide din motive ecologice crematoriul Cenușa, iar în 2008 se lansează proiectul „Panteonul Național”, inițiat de către Academia Română, menit a duce la demolarea acestui edificiu, în ciuda faptul că el se află pe lista monumentelor de patrimoniu național, fiind o construcție unică ca și concepție și arhitectură.
În septembrie 2009, a fost fondată Asociația Cremaționistă „Amurg” din România, o nouă organizație menită să continue activitatea Societății Cenușa.
În anul 2012 s-a deschis la Oradea un crematoriu privat (de fapt un incinerator uman), iar în septembrie 2014 s-a anunțat deschiderea celui de-al treilea crematoriu din țară, după Vitan-Bârzești din București și cel de la Oradea, la 40 de km de Cluj-Napoca, pe un teren din comuna Moldovenești.

## Cadrul legislativ actual
În România dreptul de a fi incinerat este garantat prin lege. Din punct de vedere legal, incinerarea are un statut egal cu înhumarea. Cadrul legal al aplicării incinerării în România se bazează pe câteva reglementări:
- Codul Penal, articolul 319, prevede „infracțiunea de profanare de morminte, pasibilă cu închisoarea de la  trei luni la un an în următoarele situații: profanarea, indiferent de mijloace, a unui mormânt, urnă funerară sau a unui cadavru”. Din punct de vedere istoric, o asemenea situație își regăsește prima manifestare în Codul Penal Carol II, art. 313 (1936).[11]

- Legea 119/1996 cu privire la actele de stare civilă, republicată în 2012 (Mon. Of. 339/18.05.2012), art. 38, aliniatul 1, unde se arată că „ofițerul de stare civilă, după constatarea decesului, eliberează declarantului o adeverință de înhumare sau de incinerare”. Din punct de vedere istoric situația a fost pentru prima dată reglementată în 1930 în legea privind actele de stare civilă (referință la Autorizația de înmormântare, art. 171-172).[11]

- Noul Cod Civil din 2011, art. 80, referitor la Respectarea voinței persoanei decedate: 
  - (1) „Orice persoană poate determina felul propriilor funeralii și poate dispune cu privire la corpul său după moarte. În cazul celor lipsiți de capacitate de exercițiu sau al celor cu capacitate de exercițiu restrânsă este necesar și consimțământul scris al părinților sau, după caz, al tutorelui.”
  - (2) „În lipsa unei opțiuni exprese a persoanei decedate, va fi respectată, în ordine, voința soțului, părinților, descendenților, rudelor în linie colaterală până la al patrulea grad inclusiv, legatarilor universali sau cu titlu universal ori dispoziția primarului comunei, orașului, municipiului sau al sectorului municipiului București în a cărui rază teritorială a avut loc decesul. În toate cazurile se va ține seama de apartenența confesională a persoanei decedate”.

Aceasta reglementare este o premieră pentru România, neavând un precedent istoric și se integrează în „Respectul datorat ființei umane și a drepturilor sale inerente”. Sursă directă a acestui articol, pe lângă evoluțiile societății românești care au determinat acest lucru, se consideră „Codul civil” din Quebec, Canada.

## Concluzii
Deși la prima vedere pare o practică „străină” spațiului românesc, incinerarea a constituit de-a lungul vremii o modalitate de dispunere asupra cadavrului asumată de către o parte a elitei românești. Astfel, dintre cele aproximativ 70000 de incinerări efectuate în România de-a lungul a peste 90 de ani de istorie, se pot identifica în jur de 2000-2500 de nume ale unor personalități publice românești care au ales o asemenea modalitate de a ieși demn din scena vieții, aceasta cuprinzând scriitori, poeți, pictori, sculptori, academicieni, personalități ale vieții politice etc. cum ar fi:  Garabet Ibrăileanu, Constantin Stere, Eugen Lovinescu, Anton Holban, Aurel Baranga, Felix Aderca, Oscar Han, Ștefan Mihăilescu-Brăila, Clody Bertola, Ilarion Ciobanu, Silviu Brucan sau, mai recent, Michaela Iordache, soția regretatului actor Ștefan Iordache ori Sergiu Nicolaescu (cel mai notabil caz din ultimul deceniu), Cristina Țopescu, Bogdan Stanoevici, etc.

## Vezi și
- Incinerație
- Crematoriu
- Crematoriul Cenușa
- Crematoriul Vitan-Bârzești